# Campaña Antichina
La campaña antichina es el nombre que recibe el movimiento xenofóbico que se desarrolló en México entre 1911 y 1934 (aproximadamente), en contra de todo tipo de personas asiáticas, pero en específico de chinos y japoneses.

## Campaña
Hasta 1911, los inmigrantes chinos eran dueños de prósperos negocios que ellos establecían en las ciudades mexicanas. El 15 de mayo de 1911, Benjamín Argumedo, entró en Torreón e hizo prisioneros a cuatrocientos chinos, de los cuales, trescientos tres fueron asesinados por las fuerzas maderistas y sus comercios, saqueados. El embajador chino protestó ante este hecho, y el presidente Francisco León de la Barra ofreció una indemnización de tres millones de pesos. Ya en el poder, Madero aumentó la suma en cien mil pesos.
Cuando Victoriano Huerta llegó al poder, permitió que el Ejército mexicano cometiera cualquier agresión contra la población china, y el 24 de octubre de 1913, seiscientos chinos fueron acribillados en las afueras de Monterrey. Se inició el despojo de las tierras a los agricultores chinos de Durango, Chihuahua y Coahuila. En 1915, en Sonora se inició la construcción de "barrios orientales" a la manera de los guetos judíos de Europa oriental. Cuatro mil chinos y japoneses fueron confinados en los barrios orientales. En 1916, aumentó la cifra de los internados y el gobernador de Sonora, Adolfo de la Huerta clausuró los comercios chinos y aseguraba a la gente que el beriberi, la tracoma, la sífilis, la tuberculosis y la sarna eran enfermedades propias de los chinos.
El diario El Siglo de Torreón, hizo constar, en 1926, la inauguración de un club antichino:

...Se fundará un comité antichino. Los ferrocarrileros y los comerciantes en pequeño de Gómez Palacio, van a celebrar una junta para ponerse de acuerdo. La inauguración será el sábado. El comité de Torreón trabaja activamente para crear otros en diversas partes de la Comarca...

Mientras tanto, Ricardo Flores Magón, desde el exilio, llamó al pueblo a "evitar la inmigración china para prevenir las agresiones de que los orientales serían víctimas". En 1918, seis mil chinos fueron deportados al presidio especial de la isla María Magdalena, en el archipiélago de las Islas Marías.
A pesar de la discriminación a la que eran sometidos los orientales, la inmigración aumentó en la década de los veinte y de los treinta. Como la inmigración japonesa se hizo más numerosa, se dispuso crear un presidio japonés en Baja California, en tanto que dos mil chinos morían de hambre y desesperación en la isla María Magdalena. En 1923, el gobierno de Álvaro Obregón elaboró una lista de restricciones para la población china y japonesa:
- 1. Los chinos no podían vender comestibles.
- 2. Se prohibía la entrada de chinos a restaurantes y a museos.
- 3. Se prohibían los matrimonios entre mexicanos y chinos
- 4. Los chinos no podían salir de los barrios después de las 12:00 horas.
- 5. Se prohibía a los chinos acceder a los puestos públicos.[1]

No fue sino hasta 1934, cuando Lázaro Cárdenas del Río liberó a la población china, que había bajado a 6.661 habitantes, de los 15.976 que había en 1911.

## Fin de la campaña
Oficialmente la campaña había terminado en 1934. Aun así, el gobierno no pudo contrarrestar la actividad clandestina de las "ligas prorraza" en los estados del norte, alentadas por los gobiernos de esas entidades (Sonora, Baja California, Chihuahua y Sinaloa). En 1935, Manuel Páez, arrestó a treinta jóvenes chinos, a los cuales, después de semidesnudarlos y azotarlos, mandó a China en barcos militares.
La campaña antichina terminó en Sonora y en Baja California en 1944.
Se sospecha que tras el racismo a los chinos, estaba la intención de que no se convirtieran en una población importante y con amplia influencia en el mestizaje mexicano, ya que seguidores de Victoriano Huerta promovían secretamente el ingreso al país de negros, árabes, mestizos y mulatos de Suramérica, para imponer una tercera raíz de influencia afro, actitud plenamente racista. Personas con esta influencia atípica apuntalaron a los inmigrantes del Caribe sobre los chinos y encendieron a base de intrigas el racismo hacia esta gente. A su modo de ver el país no necesitaba de terceras raíces, fueran chinas o de otro origen.